# Давидович, Евгений Леонидович
Евгений Леонидович Давидо́вич (1898—1974) — советский зоотехник-селекционер, специалист по коневодству.

## Биография
Родился 2 (14 ноября) 1898 года. С марта 1919 года служил в РККА.
С 1926 года руководитель конной части системы военконзаводов, начальник отдела коннозаводства Управления военконзаводами РККА, главный зоотехник Северокавказского треста конных заводов.
Один из руководителей селекционной работы, в результате которой выведены терская и будённовская верховые породы лошадей. Исходным селекционным материалом служили стрелецкая, донская, кабардинская, арабская и другие породы.

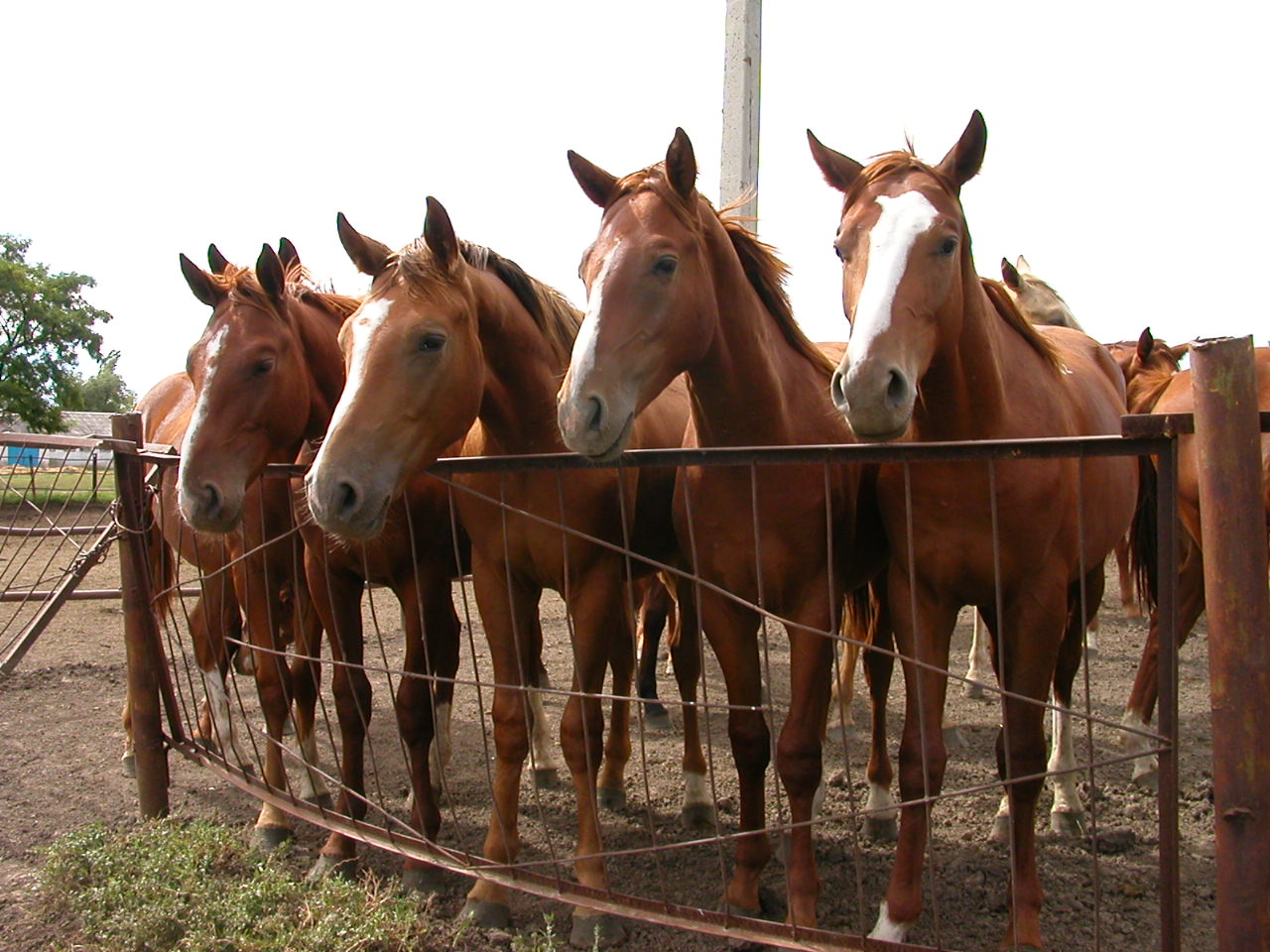
2-летние будённовские лошади

В 1941—1943 годах руководил эвакуацией и размещением племенных конезаводов в Западно-Казахстанской и Саратовской областях.
Кандидат сельскохозяйственных наук.
Умер 6 января 1974 года. 
Публикации
- Методы выведения новых пород лошадей [Текст] : Из опыта работы по созданию буденновской и терской пород лошадей / Е. Л. Давидович, канд. с.-х. наук лауреат Сталинской премии. — Москва : Сельхозгиз, 1951. — 144 с. : ил.; 22 см.
- Давидович Е. Детище Первой Конной армии.- Коневодство и конный спорт.- 1970.- № 8.- С. 11-14.

## Признание
- Сталинская премия второй степени (1949) — за выведение новых пород верховой лошади «Будённовская» и «Терская»
- два ордена Красной Звезды
- орден Красного Знамени
- орден Трудового Красного Знамени.